# Kareby kyrka
Kareby kyrka ligger i tätorten Kareby, Kungälvs kommun. Den tillhör Kareby församling i Göteborgs stift.

## Kyrkobyggnaden
Kyrkan är byggd på vanligt bohuslänskt vis med torn i väster, ett rektangulärt långhus med tresidigt avslutat kor av samma bredd och höjd som långhuset. Långhusets äldsta delar — murarna i väst, norr och öst — torde vara från 1300-talet. År 1672 förlängdes kyrkan från 13 meter till nuvarande längd och 1738 gjordes fönstren större. Nuvarande fönster sattes in 1855. År 1941 installerades värmeledning och elektricitet. 

### Tornet
Tornet som är 21 meter högt byggdes åren 1669 till 1683. I tornet placerades en klocka år 1723, som tidigare hängt i en klockstapel ett stycke från kyrkan. Klockan är av malm och gjuten i Stralsund år 1621 (samma år som Göteborg började byggas), klockan måste dock omgjutas i Kungälv redan 1624. På klockan finns en bild av en kvinnlig och en manlig figur som omfamnar varandra. Tornet renoverades 2010.

## Takmålningar
Kyrkans nya trätunnvalv var klart 1738. Men först 1751 fick Lars Holm uppdraget att måla det. Han hade då några år tidigare färdigställt takmålningarna i närbelägna Romelanda kyrka. Till stilen är emellertid Karebys målningar annorlunda. Över koret avbildas treenigheten och över långhuset den yttersta domen och helvetet. Längs sidorna finns åtta scener som åtskiljs av grisaielleornament mot en röd bakgrund. Helvetsmålningen måste ha ansetts vara anstötlig och målades över 1856. Den var åter synlig vid biskopsvisitationen 1872, men försvann ånyo, troligen vid 1896 års renovering. Alla övermålningar togs dock slutgiltigt bort och verket renoverades och rengjordes 1941.

## Inventarier
- Dopfunt. Endast den rektangulära cuppan i täljsten är bevarad, men i gott skick. Höjden är 40 cm. Cuppan har försetts med ett träfundament, som påminner om det som finns bevarat till en dopfunt från Resteröds kyrka. Funten dateras till 1100-talet. Cuppan har upptill längs innerkanten en fals. Sidorna, som smalar av något nedåt, har olika konturhuggna växt- och djurmotiv. Uttömningshål finns åt ena sidan. Funten tillhör en grupp som tillskrivs stenmästarna Sven och Torbjörn.[3]

Dopfuntens fyra sidor
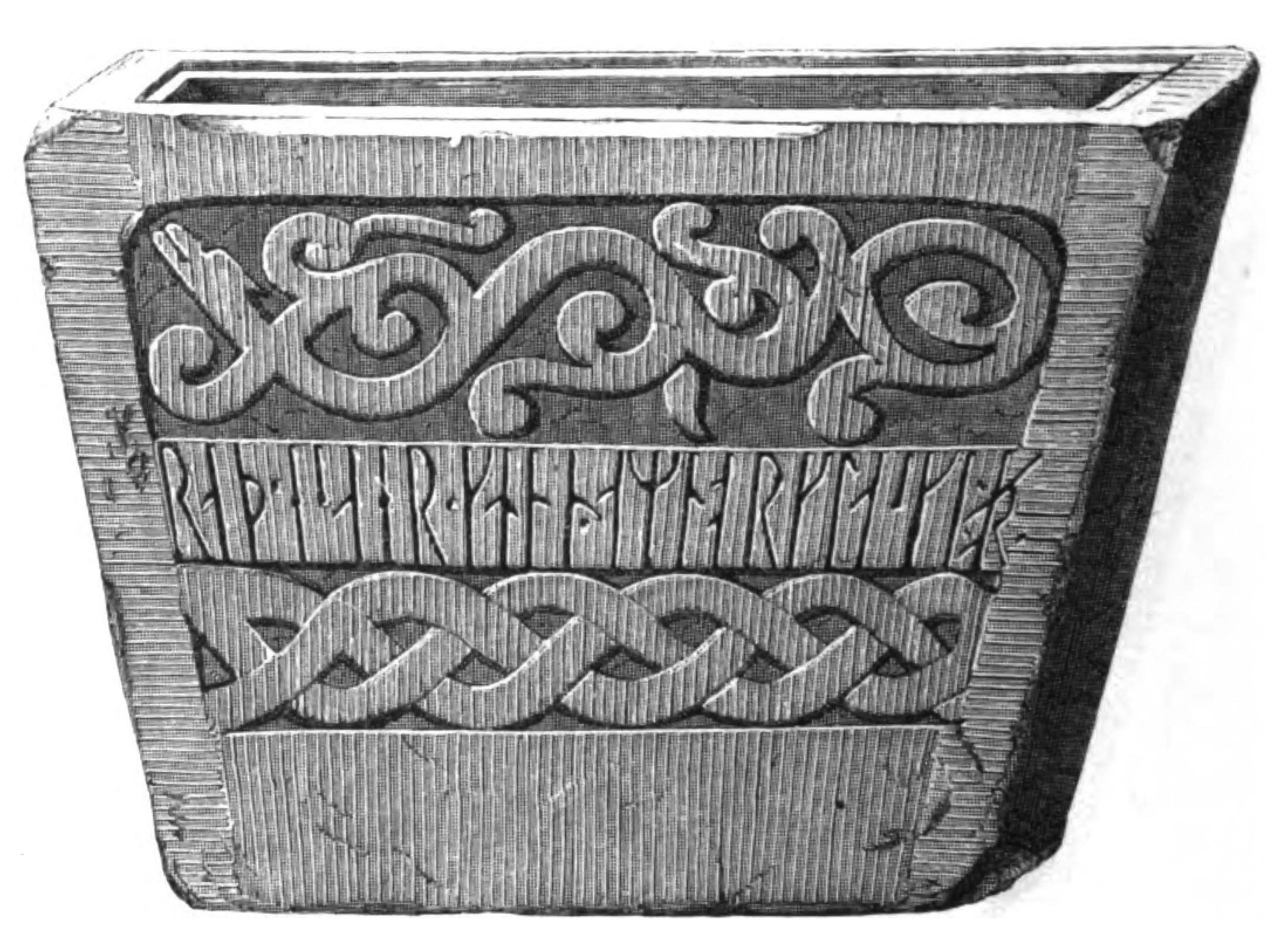
Mitt på fältet ett band med runor, som har uttolkats: Råde den som kan namnet Torbjörn på dopfunten.
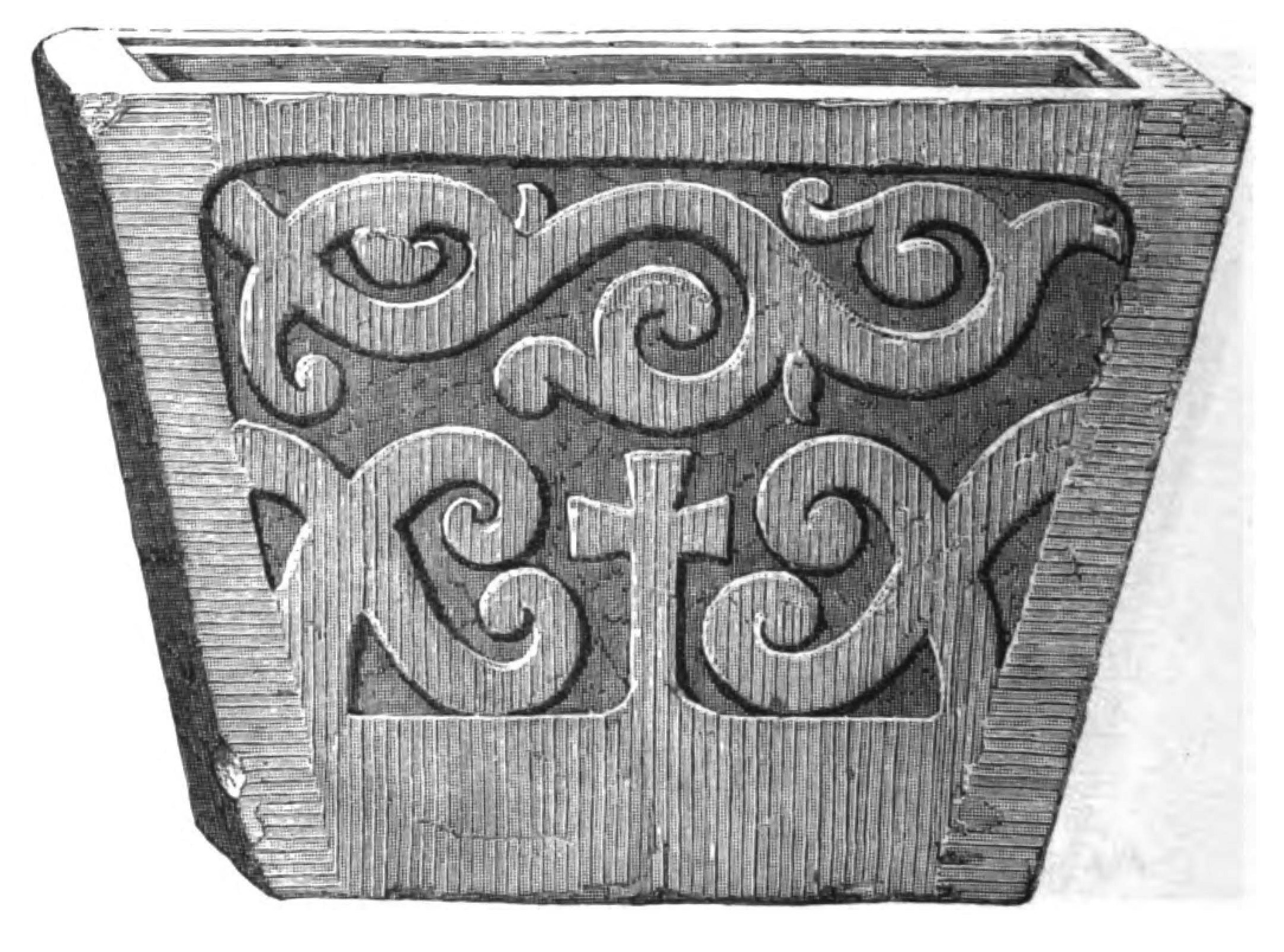
Ett kors, omgivet av slingor.
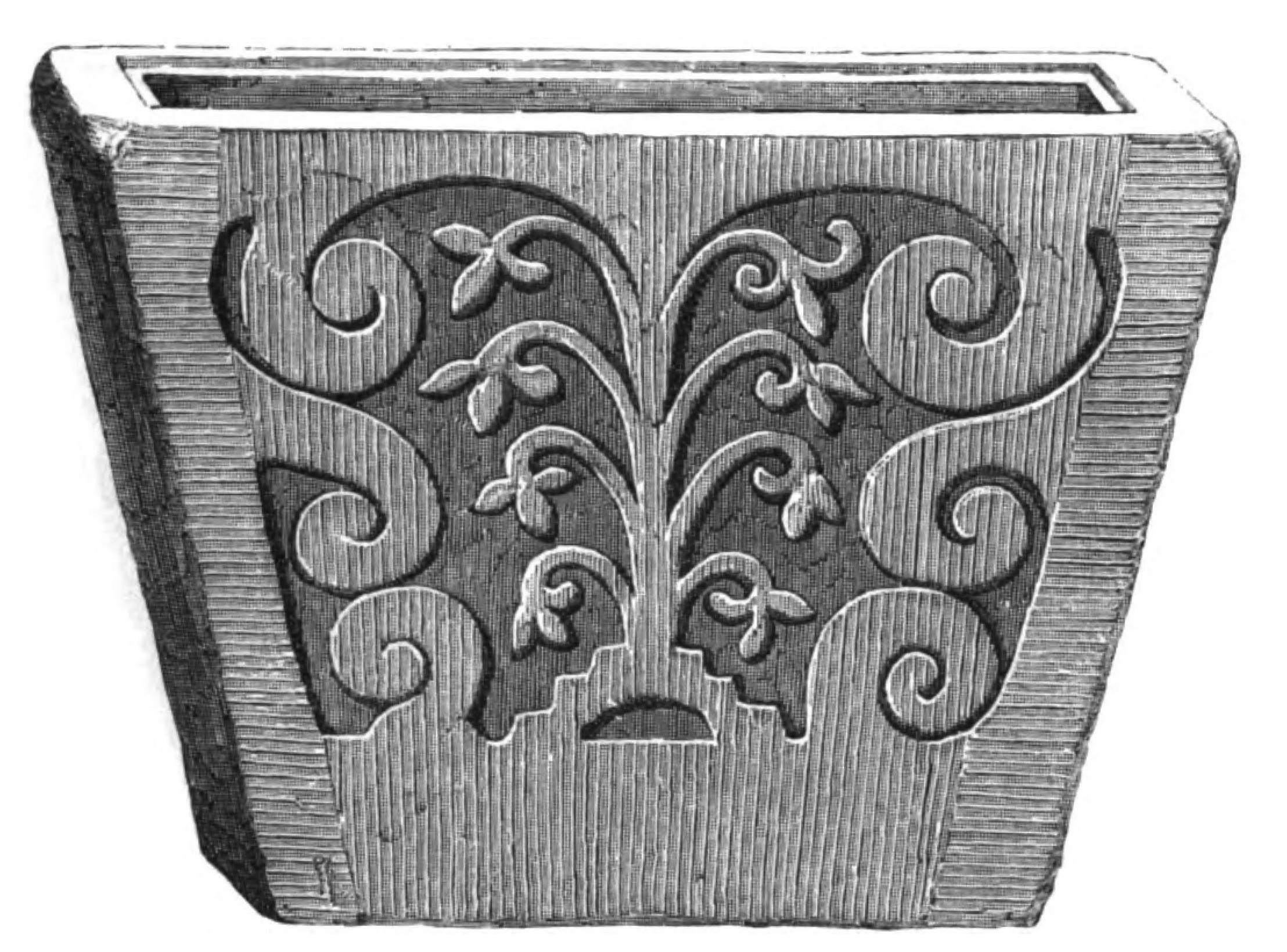
Träd med växtornament.
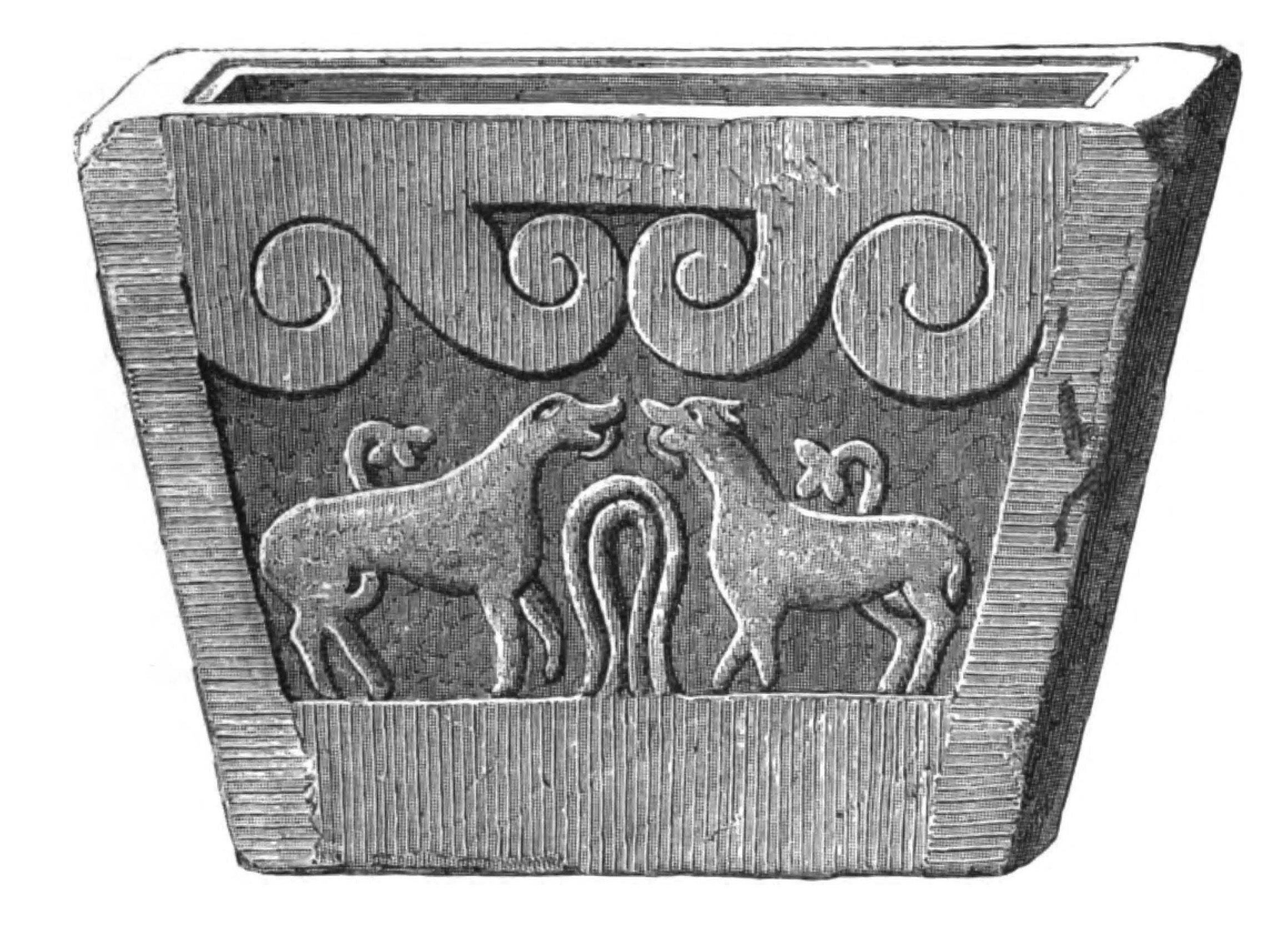
Två motstående djur och mellan dem en märklig figur.

- Dopfatet i mässing är från 1640.
- Läktarbröstningen är bemålad med motivet Kristus med fem apostlar och under läktaren finns två tavlor med en apostel på vardera — allt målat av Lars Holm 1751.
- Altaret är av gråmålat trä. Det innesluter ett äldre altare av sten, troligen från medeltiden.
- Altartavlan avbildar upp till vänster den danske kungen Kristian den IV:s monogram. Den är rikt dekorerad och troligen målad 1671, samt ommålad flera gånger. Den första ommålningen förmodas vara utförd av Lars Holm 1751.
- Predikstolen är troligen från 1600-talet. Den har likheter med altartavlan och är därför troligen gjord av samma hantverkare. Den är målades 1751 av Lars Holm, men har senare målats om flera gånger. I spegelfälten finns de fyra evangelisterna. Timglaset är tillverkat 1735.
- Ljuskronan i glas är från 1700-talet, troligen tillverkad i Tyskland. Mässingskronorna med två kransar och sex armar är skänkta 1904 och 1941. Mässingskronan med en krans och åtta armar skänktes 1946.
- Votivskeppet är en tremastad fregatt, skänkt av bonden Anders Persson år 1819.

### Orgel
Orgeln, som skänktes år 1869 av grosshandlaren Simon T. Arenbergh från Göteborg, var byggd av Johan Nikolaus Söderling. Den byggdes om 1948 och ännu en gång 1968 av Tostareds Kyrkorgelfabrik och fick då sexton stämmor, två manualer och pedal.